# Арутюнян Рафаель Володимирович
Рафаель Володимир Арутюнян (вірм. Ռաֆայել Վլադիմիրի Հարությունյան, англ. Rafael Arutyunyan; (5 липня 1957 , Тбілісі )) — американський тренер з фігурного катання.

## Біографія
З семи років займався у секції фігурного катання у рідному Тбілісі. Значних успіхів у аматорському спорті не досяг, був кандидатом у майстри спорту СРСР.
Пізніше переїхав до Єревану, закінчив Вірменський державний інститут фізичної культури. З 1976 по 1985 рік працював тренером у Єреванській дитячо-юнацькій школі фігурного катання. Потім, отримавши запрошення, приїхав працювати до Москви, тому що тоді у Вірменії не було ковзанки, що відповідає міжнародним стандартам. Працював у ДС «Сокільники» разом зі своєю дружиною Вірою Анатоліївною Арутюнян, яка також вела групу з фігурного катання. У них двоє дітей: син, що народився в середині 80-х, став піаністом, і дочка, що обрала шлях художниці.
У 2000 році він переїхав до США і став тренувати в Ice Castle International Training Center міста Лейк-Ерроухед (штат Каліфорнія) . Потім, у серпні 2013 року його, разом із дружиною та Надією Канаєвою, запросили до «East West Ice Palace», що розташоване в місті Артісія того ж штату. А з 25 червня 2016 року він працює в Lakewood ICE в Лейквуді. У липні 2019 року отримав американське громадянство.

## Відомі учні
До його колишніх учнів входять такі спортсмени, як Мішель Кван, Саша Коен, Джеффрі Баттл, Мао Асада, Май Асада, Олександр Абт, Сергій Воронов, Іван Диньов, Олександр Шубін.
У 2011 році він розпочав співпрацю з юним Натаном Ченом, а в 2012-му з іншим американським фігуристом Адамом Ріппоном . З 2013 по 2018 рік тренував Ешлі Вагнер. У 2016 році до його групи перейшли кілька відомих фігуристів: Мерайя Белл, француз Ромен Понсар та Міхал Бржезіна . А в 2018 ще дві талановиті юні одиночниці: японка Марін Хонда та Лім Інсу з Південної Кореї.
У 2018 році Нейтан Чен став чемпіоном світу, успішно виконавши шість четверних стрибків у довільній програмі.
У 2019 році Нейтан Чен знову виграв чемпіонат світу, встановивши світовий рекорд у довільній програмі та за сумою двох програм за нової системи суддівства.